# Eremaeozetes trifurcus
Eremaeozetes trifurcus är en kvalsterart som beskrevs av Wen 1994. Eremaeozetes trifurcus ingår i släktet Eremaeozetes och familjen Eremaeozetidae. Inga underarter finns listade i Catalogue of Life.